# Luca Pietromarchi
Conte Luca Pietromarchi (Roma, 8 marzo 1895 – Roma, 22 aprile 1978) è stato un nobile e diplomatico italiano, ambasciatore d'Italia in Turchia (1950-1958) e in Unione Sovietica (1958-1961), già direttore dell'Ufficio guerra economica e del Gabinetto armistizio e pace durante la seconda guerra mondiale. Fu tra i collaboratori civili dell'armistizio di Cassibile.

## Biografia

### Origini familiari e formazione
Luca Pietromarchi nacque a Roma l'8 marzo 1895, in una famiglia di antica nobiltà romana tradizionalmente legata alla Curia e alla burocrazia pontificia. Il padre Bartolomeo fu consigliere di Stato. Laureatosi in giurisprudenza all'Università di Roma nel 1919, entrò per concorso nella carriera diplomatica nel 1923, classificandosi primo tra i vincitori.

### Carriera diplomatica nell'Italia fascista
Dopo incarichi a Ginevra presso la Società delle Nazioni, nel 1935 fu assegnato al Gabinetto del Ministero, divenendo nel 1936 consigliere di legazione. Tra il 1938 e il 1939 diresse l'Ufficio Spagna, gestendo i rapporti con il regime franchista.
Nel 1939 divenne capo dell'Ufficio guerra economica, incaricato di approfondire gli effetti del blocco commerciale sull'economia italiana; propose un accordo con l'Impero britannico, rifiutato dai vertici politici.
Dal 1941 al 1943 guidò il Gabinetto armistizio e pace (GABAP), con responsabilità sulla gestione amministrativa dei territori occupati in Europa orientale e balcanica.

### Il ruolo nell'armistizio e la crisi dell'8 settembre
Nell'aprile 1943 fu incaricato dell'Ufficio studi e documentazioni, collaborando con il generale Giuseppe Castellano nella redazione dei protocolli dell'armistizio di Cassibile (3 settembre, reso pubblico l'8 settembre 1943).
Rifiutò di aderire alla Repubblica Sociale Italiana e fu espulso dal Ministero il 31 dicembre 1943, rifugiandosi a Roma in clandestinità e protetto da ambienti monarchici e cattolici.
Epurato nel 1945 dal Comitato di Liberazione Nazionale, fu riabilitato nel 1947 con sentenza del Consiglio di Stato che ne riconobbe la neutralità politica del ruolo.

### Incarichi nel dopoguerra
Nel 1950 fu nominato ambasciatore d'Italia in Turchia, incarico mantenuto fino al 1958, contribuendo all'avvicinamento nel contesto della NATO.
Dal 1958 al 5 maggio 1961 fu ambasciatore presso l'Unione Sovietica, durante il periodo della destalinizzazione e delle tensioni della Guerra fredda.

### Ultimi anni e morte
Ritiratosi nel 1961 per limiti d'età, si dedicò alla saggistica, con interessi che includevano la diplomazia, il confronto Stati Uniti‑URSS e le trasformazioni mediorientali. In pubblicazioni successive offrì una riflessione sull’arte della diplomazia.
Morì a Roma il 22 aprile 1978.

## Opere
- Luca Pietromarchi, Il mondo sovietico, Milano, Bompiani, 1963.
- Luca Pietromarchi, Turchia vecchia e nuova, Milano, Bompiani, 1965.
- Luca Pietromarchi, Usa e Urss confronto di potenza. 2 voll. Milano : Pan Editrice, 1971
- Luca Pietromarchi, L'arte diplomatica, ovvero Fascino dell'ambasciata, Milano, Pan, 1974.